# Homo floresiensis
Homo floresiensis ("čovjek s Floresa"; poznat i po nadimcima "Hobit" i "Flo") izumrla je vrsta roda Homo. Prvi pronađeni ostaci, koji su pripadali jedinci visine od oko 1,1 m, otkriveni su 2003. godine na otoku Flores u Indoneziji. Pronađeni su kosturi devet jedinki, uključujući i jednu potpunu lubanju. Ti ostaci postali su predmetom intenzivnog istraživanja u pokušaju spoznavanja da li predstavljaju vrstu zasebnu od današnjih ljudi. Ovaj je hominin bio poseban zbog svog malenog tijela i mozga i relativno nedavnog izumiranja prine 50 000 godina. Uz njihove ostatke pronađen je kameni alat iz arheoloških horizonata u rasponu od prije 190 000 do 50 000 godina. Neki smatraju da je povijesni H. floresiensis možda vezan za mitove o Ebu gogou, koji su česti na otoku Flores.
Otkrivači H. floresiensisa, arheolog Mike Morwood i kolege, predložili su da veliki broj osobina, i primitivnih i naprednih, identificira te jedinke kao pripadnike nove vrste, H. floresiensis, unutar taksonomskog tribusa Hominini, koji uključuje sve vrste koje su u bližem srodstvu s ljudima nego čimpanzama. Otkrivači su također predložili da je H. floresiensis na Floresu živio u isto vrijeme kao i ljudi.
Indonezijski antropolog Teuku Jacob ubrzo je izrazio sumnju da ti ostaci predstavljaju novu vrstu, te je predložio da je lubanja LB1 pripadala modernom čovjeku oboljelom od mikrocefalije. Dva istraživanja, koja su paleoneurologinja Dean Falk i njezini kolege proveli 2005. i 2007. godine, odbacila su tu mogućnost. Teze doktorice Falk et al. (2005.) odbačene su od Martina et al. (2006.) i Jacoba et al. (2006.), ali Morwood (2005.) i Argue, Donlon et al. (2006.) stali su u njezinu obranu.
Dva ortopedska istraživanja objavljena 2007. godine iznijela su o dokaze koji podupiru status vrste za H. floresiensisa. Istraživanje nekoliko kostiju pešća pokazalo je da su postojale sličnosti s istima kod čimpanzi ili ranih hominina, kao što je Australopithecus, ali i razlike s kostima kod današnjih ljudi. Proučavanje kostiju i zglobova ruke, ramena i donjih udova rezultiralo je zaključkom da je H. floresiensis bio sličniji ranim ljudima i čovjekolikim majmunima nego današnjim ljudima. Objava jedne kladističke analize i studija komparativnih tjelesnih mjera iz 2009. godine pružila je dodatnu podršku hipotezi da su H. floresiensis i Homo sapiens odvojene vrste.
Kritičari tvrdnje o statusu vrste nastavljaju vjerovati da su te jedinke u stvari Homo sapiens s patološkim promjenama u anatomiji i fiziologiji. Druga hipoteza u tom smislu je da su se jedinke rodile bez funkcionirajuće štitne žlijezde, što je rezultiralo endemičnim kretenizmom.

## Otkriće
Primjerke je na indonezijskom otoku Flores 2003. godine otkrio australsko-indonezijski tim arheologa u potrazi za tragovima prvobitne migracije Homo sapiensa iz Azije u Australiju. Nisu očekivali da će otkriti novu vrstu i bili su iznenađeni pronalaskom gotovo sasvim potpunog kostura hominina, kojeg su označili šifrom LB1 jer je iskopan u pećini Liang Bua. Daljnjim iskapanjima otkriveno je još sedam kostura, starih između 38 000 i 13 000 godina. Jedna kost ruke privremeno pripisana vrsti H. floresiensis stara je oko 74 000 godina. Primjerci nisu bili fosilizirani i opisano je da imaju "konzistenciju vlažnog upijajućeg papira"; nakon otkrivanja, kosti su morali ostaviti da se osuše prije daljnjeg iskopavanja.
Složeno kameno oruđe odgovarajuće veličine za čovjeka od oko 3 stope također je bilo prisutno u toj pećini. Otkriveno je u obzorima starosti između 95 000 i 13 000 godina i povezano je (tj. pronađeno u istim slojevima) s ostacima slona izumrlog roda Stegodon (čije se stanište tijekom kvartara prostiralo cijelom Azijom). Pretpostavlja se da je slon bio plijen jedinke LB1. Homo sapiens se naselio ovo područje prije oko 45 000 godina.
Homo floresiensisovo postojanje otkriveno je znanstvenoj zajednici 28. rujna 2004. godine, nakon čega je ubrzo dobio nadimak "Hobit" prema izmišljenoj rasi iz Tolkienovog romana Hobit, a Homo hobbitus je predložen kao znanstveni naziv vrste. U početku je svrstan u vlastiti rod, Sundanthropus floresianus ("Sunda čovjek s Floresa"), ali su znanstvenici zaključili da lubanja, unatoč svojoj veličini, pripada rodu Homo.

## Anatomija
Najbitnije i najočitije osobine koje odlikuju H. floresiensisa su njegovo malo tijelo i volumen moždane šupljine. Brown i Morwood također su identificirali mnoštvo manje upadljivih osobina koje bi razlikovale LB1 od današnjeg H. sapiensa, među kojima su oblik zubiju, nepostojanje brade i manji kut u glavi ramene kosti. Znanstvena zajednica strogo je razmotrila svaku od tih navodnih karakterističnih osobina, a različite istraživačke grupe došle su do različitih zaključaka po pitanju toga da li te osobine podržavaju postojanje nove vrste ili LB1 pripada teško oboljeloj jedinki H. sapiensa.
Otkriće dodatnih nepotpunih kostura potvrdilo je postojanje nekih osobina koje su pronađene kod primjerka LB1, kao što je nepostojanje brade, ali Jacob i ostali istraživački timovi tvrde da te osobine ne razlikuju LB1 od lokalnih H. sapiensa. Lyras et al. su na osnovu 3D morfometrije ustvrdili da se lubanja LB1 znatno razlikuje od lubanje bilo kojeg H. sapiensa, uključujući i one kod manjih osoba i onih s mikrocefalijom, te da im je lubanja jedino slična onoj kod Homo erectusa.

### Maleno tijelo
Prvi pronađeni ostaci, LB1, odabrani su za nomenklaturalni tip predložene vrste. LB1 je prilično potpun kostur s gotovo cijelom lubanjom, a utvrđeno je da je pripadao 30-godišnjoj ženi. LB1 je dobio nadimak Mala dama s Floresa ili "Flo".
Visina LB1 procijenjena je na oko 1,06 m. Visina drugog kostura, LB8, mjerenjem goljenične kosti procijenjen je na 1,09 m. Te procjene leže izvan raspona visine normalnog modernog čovjeka i znatno su niže od prosječne veličine odraslih ljudi, čak i kod onih najnižih, kao što su narodi Mbenga i Mbuti (< 1,5 m), Twa, Semang (1,37 m za odrasle žene) s Malajskog poluotoka ili Andamanci (1,37 m za odrasle žene).
Po tjelesnoj masi, razlike između modernih Pigmeja i Homo floresiensisa još su i veće. Tjelesna masa LB1 procjenjuje se na 25 kg. To je manje ne samo od modernog H. sapiensa, već i od H. erectusa, za kojeg su Brown i kolege predložili da je izravni predak H. floresiensisa. LB1 i LB8 također su i nešto manji od australopitecina od prije tri milijuna godina, za koje se prethodno nije smatralo da su se raširili izvan Afrike. Prema tome, LB1 i LB8 mogli bi biti do sada najmanji pripadnici šire čovjekove porodice.
Osim manje tjelesne veličine, primjerci u ostalim pogledima podsjećaju na H. erectusa, vrstu za koju se zna da je živjela u Jugoistočnoj Aziji u isto vrijeme kada i H. floresiensis. Te sličnosti formiraju osnovu za predloženu filogenetsku srodnost. Kontroverzno, isti taj tim prijavio je otkriće kamenih alata H. erectusa na Floresu starih oko 840 000 godina, ali ne i ostatke samog H. erectusa ili ikakve prijelazne fosile.
Kao objašnjenje za nizak rast H. floresiensisa, Brown et al. predložili su da je zbog ograničene količine hrane na Floresu H. erectus razvio manju tjelesnu veličinu (otočna patuljastost, oblik specijacije) što je primijećeno kod još nekoliko vrsta na Floresu, uključujući i nekoliko vrsta surlaša iz roda Stegodon. Patuljasta vrsta Stegodona s Floresa, Stegodon sondaari, izumrla je prije oko 850 000 godina i njeno je mjesto preuzela vrsta normalne veličine, Stegodon florensis, koji se potom također razvio u svoji patuljasti oblik, Stegodon florensis insularis, koja je nestala prije oko 12 000 godina. Tu hipotezu kritiziraju Teuku Jacob i kolege, koji tvrde da je LB1 sličan Pigmejima koji žive u floreskom selu Rampasasa i koji ističu da veličina u pigmejskim populacijama može znatno varirati. Pojavili su se kontradiktorni dokazi.

### Malen mozak
Osim malenog tijela, H. floresiensis je imao i neobično malen mozak. Zapremina mozga holotipa LB1 procjenjuje se na 380 cm3, što ga svrstava u skupinu s čimpanzama i izumrlim australopitecinima. Veličina mozga kod LB1 upola je manja od njegovog pretpostavljenog izravnog pretka, H. erectusa (980 cm3). Odnos mase mozga i tijela kod LB1 leži između onog kod H. erectusa i čovjekolikih primata. Kao objašnjenje redukcije u veličini mozga koristi se otočna patuljastost.Znanstvenici s Prirodoslovnog muzeja u Londonu otkrili su da je redukcija veličine mozga kod izumrlog patuljastog vodenkonja s Madagaskara u odnosu na njegove živuće srodnike veća nego redukcija u veličini tijela, te da je slična redukciji u veličini mozga kod H. floresiensisa pri usporedbi s H. erectusom.
Još jedan pokazatelj inteligencije je veličina Brodmannovog područja 10, dorsomedijalnog dijela prefrontalnog korteksa (kore mozga), što je dio mozga koji je povezan s višim procesima razmišljanja. Područje 10 primjerka LB1 iste je veličine kao i kod današnjih ljudi, unatoč mnogo manjoj sveukupnoj veličini mozga.
Bez obzira na malen mozak kod H. floresiensisa, znanstvenici mu pripisuju napredno ponašanje. Njihova pećina pokazuje tragove korištenja vatre za kuhanje, a kosti Stegodona nose tragove rezanja. Primjerci hominina također su pronađeni s kamenim oruđem iz razvijene tradicije gornjeg paleolitika, koja se obično asocira s modernim ljudima, koji imaju gotovo četverostruko veći volumen mozga (1310-1475 cm3) i 2,6 puta veću tjelesnu masu. Čini se da su neke od tih alata koristili u nužno kooperativnom lovu na Stegodone.

### Ostale osobine
Dodatne osobine koje idu u korist stavu da ostaci s Floresa potječu od populacije prethodno nepoznatih hominida su odsustvo brade, relativno niska uvijenost kostiju ruke, te debljina nožnih kostiju. Prisutnost svake od tih osobina potvrdili su nezavisni istraživači, ali postoje dvojbe o njihovom značaju.
Ramena kost i rameni pojas kod H. floresiensisa bili su predmet istraživanja Larsona et al. (2007.). Današnji ljudi imaju vrh kosti uvijen između 145 i 165 stupnjeva u odnosu na ravninu lakatnog zgloba. Kod primjerka LB1, uvijenost je u početku utvrđena na 110 stupnjeva. Larson je kasnije revidirao to mjerenje na 120 stupnjeva.
To bi moglo predstavljati prednost pri zamahivanju rukom, ali komplicira aktivnost koje se asociraju s modernim ljudima, kao što je izrada oruđa. Po pitanju ramenog pojasa H. floresiensisa, istraživali su slomljenu ključnu kost LB1 i lopaticu primjerka LB6. Ključna kost bila je relativno kratka, što je u kombinaciji s oblikom lopatice i niskom uvijenošću kosti ruke rezultiralo ramenima postavljenim malo prema naprijed, kao da sliježe ramenima. Prema tome, H. floresiensis je mogao savijati lakat na način na koji to čine današnji ljudi i Larson je zaključio da je bio sposoban za izradu oruđa.
Tocheri et al. (2007.) pregledali su tri kosti pešća za koje se smatra da pripadaju jedinki LB1. Oblik tih kostiju navodno se znatno razlikovao od kostiju ručnog zgloba današnjih ljudi i više je sličio na zglob velikih afričkih čovjekolikih majmuna ili Australopithecusa.
Stopala H. floresiensisa bila su neobično ravna i duga u odnosu na ostatak tijela. Zbog toga su pri hodu morali savijati koljena prema natrag u odnosu na današnje ljude. To je stvaralo hod s visokim koracima, a brzina hoda bila je mala. Prsti su bili neobičnog oblika, a palac je bio vrlo kratak.

## Opstanak
Smatra se da je ta vrsta preživjela na Floresu sve do prije 12 000 godina, što je čini najdugovječnijim čovjekom (pored današnjeg), jer je preživjela mnogo dulje od Neandertalaca (H. neanderthalensis), koji su izumrli prije 24 000 godina.
Zbog dubokog obližnjeg tjesnaca, Flores je ostao izoliran tokom Wisconsinskog glacijalnog perioda (posljednjeg ledenog doba) unatoč niskoj razini mora koja je ujedinila Sundaland. To je navelo otkrivače H. floresiensisa na zaključak da je ta vrsta, ili njeni preci, mogla dospjeti na taj izolirani otok samo vodenim putem, te da je možda tu došla na splavovima od bambusa prije oko 100 000 godina (ili, ako je u pitanju H. erectus, prije oko milijun godina). U to vrijeme otoci Flores i Komodo bila su spojena, pri čemu je ostao tjesnac širine 19 km i otok Komodo vidljiv s kopna. Ideja da je H. floresiensis koristio naprednu tehnologiju i suradnju na razini modernog čovjeka potaklo je otkrivače na hipotezu da se H. floresiensis gotovo sasvim sigurno služio jezikom za komunikaciju.
Lokalni geološki pokazatelji ukazuju na to da je vulkanska erupcija na Floresu prije oko 12 000 godina bila razlogom nestanka H. floresiensisa, zajedno s ostalom lokalnom faunom, uključujući i slona Stegodona. Gregory Forth je hipotizirao da je H. floresiensis možda dulje preživio na drugim dijelovima Floresa i na kraju postao izvor mitova o Ebu Gogou među narodom Nage s Floresa. Za Ebu Gogoa se kaže da su bili maleni, dlakavi stanovnici pećina s loše razvijenom verbalnom komunikacijom na razini spomenute vrste. Smatra se da su ta stvorenja preživjela sve do kasnog 19. stoljeća, a da su bila prisutna i kada su u 16. stoljeću tu doplovili prvi portugalski brodovi.
Gerd van den Bergh, paleontolog koji je radio s njihovim fosilima, čuo je mitove o Ebu Gogou desetljeće prije otkrića prvog fosila. Na otoku Sumatri bilo je glasina o humanoidima visine između 1 i 1,5 m - Orang Pendeku koji bi možda mogao biti u srodstvu s H. floresiensisom. Henry Gee, viši urednik časopisa Nature, špekulira da bi vrsta poput H. floresiensisa još uvijek mogla postojati u neistraženim tropskim šumama Indonezije.

## Skandal s oštećenim primjercima
Tijekom ranog prosinca 2004. indonezijski paleoantropolog Teuku Jacob uklonio je većinu ostataka iz njihovog skladišta, Nacionalnog istraživačkog centra za arheologiju u Jakarti, s dopuštenjem samo jednog direktora projektnog tima, te ih je zadržao tri mjeseca. Neki su znanstvenici izrazili strah da bi bitni znanstveni dokazi mogli biti zaplijenjeni od strane malene grupe znanstvenika koji ne bi omogućavali pristup ostalim znanstvenicima niti bi objavljivali vlastita istraživanja. Jacob je na zaprepaštenje svojih kolega vratio te ostatke 23. veljače 2005. znatno oštećene, a nedostajale su i dvije kosti noge.
Izvještaji su naveli stanje vraćenih ostataka; "[uključujući i] duge, duboke posjekotine na donjem rubu Hobitove čeljusti s obje strane, navodno izazvane nožem korištenim za skidanje gumenog kalupa"; "brada druge čeljusti Hobita bila je odlomljena i potom zalijepljena. Ko god da je bio odgovoran, loše je poravnao te dijelove i složio ih pod krivim kutom"; i "zdjelica je bila zdrobljena, čime su uništeni detalji koji otkrivaju oblik tijela, hod i evolutivnu povijest", što je navelo vođu otkrivačkog tima Morwooda na sljedeću opasku "To je odvratno, Jacob je bio pohlepan i djelovao je potpuno neodgovorno".
Jacob je, međutim, negirao da je načinio prijestup. Izjavio je da je do oštećenja došlo prilikom transporta iz Yogyakarte natrag u Jakartu unatoč fizičkim pokazateljima koji ukazuju na to da je čeljusna kost slomljena prilikom stvaranja kalupa kostiju.
Indonezijski dužnosnici su 2005. zabranili pristup pećini. Neki mediji, kao što je BBC, izrazili su mišljenje da je razlog zabrane pristupa bio da bi se zaštitio Jacob, koji se smatrao "indonezijskim kraljem paleoantropologije". Znanstvenicima je 2007. godine, ubrzo nakon Jacobove smrti, ponovo omogućen pristup pećini.

## Hipoteze o porijeklu

### Hipoteza o mikrocefaliji
Prije Jacobovog uzimanja fosila Dean Falk et al. izvršili su CT skeniranje lubanje i izradili njen virtualni unutarnji odljev (tj. računalno generirani model unutrašnjosti lubanje). Tim je zaključio da ona nije pripadala pigmeju niti osobi s deformiranom lubanjom i mozgom.
Kao odgovor na to, Weber et al. su iste te godine proveli istraživanje, uspoređujući računalni model lubanje LB1 s uzorcima ljudskih lubanja s mikrocefalijom, te su zaključili da veličina lubanje LB1 spada u središte raspona veličine ljudskih primjeraka i da ne isključuje mikrocefaliju. Sljedeći koji su osporili zaključke Falka et al. (2005.) bili su Martin et al. (2006.), koji su imali prigovore na neuspjeh uspoređivanja modela lubanje LB1 s tipičnim primjerkom mikrocefalije kod odraslih. Martin i njegovi suradnici zaključili su da je lubanja vjerojatno pripadala osobi s mikrocefalijom, tvrdeći da je mozak premalen da bi pripadao zasebnoj patuljastoj vrsti; kada bi to bio slučaj, mozak od 400 kubičnih centimetara ukazivao bi na stvorenje visoko samo jednu stopu, što je trećina visine otkrivenog kostura. Ubrzo nakon toga skupina znanstvenika iz Indonezije, Australije i Sjedinjenih Američkih Država došla je do istog zaključka nakon istraživanja strukture kostiju i lubanje (Jacob (2006.)).
Brown i Morwood suprotstavili su se tome tvrdeći da su skeptici došli do neispravnih zaključaka o strukturi kostiju i lubanje, te da su greškom povezali visinu H. floresiensisa s mikrocefalijom. Falkov tim replicirao je na njihove studije (Falk et al. (2006.)). Morfolog Jungers pregledao je lubanju i zaključio da kostur "ne pokazuje tragove bolesti". Argue, Donlon, et al. (2006.) odbacuju mikrocefaliju i zaključuju da ostaci zaista pripadaju novoj vrsti.
Falk et al. (2007.) ponudili su daljnje dokaze za tvrdnju da mikrocefalični H. sapiensi nisu uvjerljivi. Istraženi su virtualni unutarnji odljevi još devet mikrocefaličnih mozgova i deset normalnih ljudskih mozgova, čime je utvrđeno da su lubnje floresiensisa oblikom slične normalnim ljudskim mozgovima, ali i da imaju jedinstvene osobine koje su dosljedne s onim što bi čovjek očekivao od nove vrste. Čeoni i sljepoočni režanj u mozgu floresiensisa bili su vrlo razvijeni, što je u snažnom kontrastu s mikrocefaličnim mozgom, te napredni na drukčije načine od mozgova današnjih ljudi. To otkriće također je odgovorilo na prethodne kritike da je mozak floresiensisa jednostavno bio premalen da bi bio sposoban za razinu inteligencije koja bi pripadnicima vrste H. floresiensis bila neophodna za izradu alata koji su pronađeni u njihovoj blizini. Falk et al. (2007.) zaključuju da je sada dužnost kritičara koji podržavaju tvrdnju o mikrocefaliji da iznesu primjer mikrocefaličnog mozga koji je sličan onom kod floresiensisa.
Falkin argument podržali su Lyras et al. (2008.) u tome da su 3D morfeometrijske osobine lubanja H. sapiensa s mikrocefalijom zaista padale unutar raspona normalnog H. sapiensa, a da lubanja LB1 pada dobro izvan tog raspona. To je shvaćeno kao dokaz da se LB1 ne može, na temelju morfologije mozga ili lubanje, klasificirati kao H. sapiens s mikrocefalijom.
Jungers et al. su 2009. u svom istraživanju predstavili statističku analizu oblika lubanje kod zdravih modernih ljudi, ljudi s mikrocefalijom i nekolicinom starih ljudskih vrsta, uključujući i H. floresiensisa. Pokazali su da su se one lako mogle razdvojiti u tri grupe, gdje je H. floresiensis spadao u stare ljudske vrste, što je bio daljnji dokaz da je H. floresiensis odvojena vrsta, a ne bolestan moderni čovjek.
Usporedba unutarnjih odljeva LB1 s 100 normocefaličnih i 17 mikrocefaličnih odljeva, koju su 2013. proveli Vannucci, Baron i Holloway, pokazala je da postoje velike varijacije u omjeru oblika mikrocefaličnih mozgova, te da se zbog tih omjera ta grupa ne može jasno razlikovati od normocefaličnih odljeva. Oblik mozga kod LB1 se ipak bolje poklapa s mikrocefaličnim uzorkom, s oblikom koji je na ekstremnom rubu normocefalične grupe.

### Hipoteza o Laronovom sindromu
Anato Gary D. Richards uveo je novu skeptičnu hipotezu u lipnju 2006. godine: da bi kosturi s Floresa mogli biti ostaci ljudi koji su patili od Laronovog sindroma, genetskog poremećaja o kojem je prvi put izviješteno 1966. godine. Iduće je godine jedan tim, zajedno sa samim Laronom, objavio istraživanje u kojem se tvrdi da se morfološke osobine H. floresiensisa u biti ne razlikuju od onih kod jedinki s Laronovim sindromom.
Tim je rekao da bi utvrđivanje da li su jedinke H. floresiensisa patile od Laronovog sindroma zahtijevalo testiranje pristnosti defektnih gena u njihovoj DNK, ako bi uzorci DNK ikada bili dostupni. Međutim, kritičari te hipoteze istakli su da, unatoč niskom rastu, ljudi s Laronovim sindromom uopće ne nalikuju na ostatke Homo floresiensisa, posebno u pogledu anatomije svoda lubanje.

### Hipoteza o endemskom kretenizmu
Australski istraživači Peter J. Obendorf, Charles E. Oxnard i Ben J. Kefford su 2008. predložili da su LB1 i LB6 bili dio populacije H. sapiensa na tom otoku, koji su patili od miksedematoznog (ME) endemskog kretenizma kao rezultata urođene hipotireoze. Ta bolest, koju izazivaju različiti okolišni faktori, uključujući i nedostatak joda, oblik je patuljastosti koji se još uvijek može naći kod lokalne indonezijske populacije.
Ljudi rođeni bez funkcionalne štitne žlijezde imaju maleno tijelo i reduciranu veličinu mozga, ali njihove intelektualne i motorne teškoće nisu toliko teške kao kod neurološkog endemskog kretenizma. Prema autorima tog istraživanja, neophodna okolina mogla je biti prisutna na Floresu prije oko 18 000 godina, što je period iz kojeg potiču LB fosili. Napisali su da su razne osobine pronađene kod tih fosila, kao što su povećano hipofizno udubljenje, neobično ravni i neuvijeni vrhovi kosti nadlaktice i relativno debeli udovi, naznake te dijagnoze. Donji pretkutnjak s dvostrukim korijenom i primitivna morfologija zgloba ruke također se može objasniti na taj način. Usmena predanja o neobičnim čovjekolikim stvorenjima isto bi se tako mogla odnositi na osobe s kretenizmom.
Falk je izazvala pretpostavku Oberndorfa et al. Istražujući računalne tomografske snimke hipofiznog udubljenja kod LB1, došla je na zaključak da ono nije bilo veće od uobičajenog.
U radu dostavljenom Australazijskom društvu za ljudsku biologiju 2009. godine, Colin Groves i Catharine FitzGerald usporedili su floreske kosti s onima kod deset osoba s kretenizmom, fokusirajući se na anatomske osobine koje su tipične za tu bolest. Nisu pronašli preklapanja i izjavili su da su pobili tu tvrdnju. Međutim, članak koji su napisali Oxnard, Obendorf i Kefford odbacuje Grovesov i FitzGeraldin argument i oživljava hipotezu o kretenizmu. Oxnard i kolege također kritiziraju kladsističku analizu Arguea et al. (2009.), izjavivši da je logički nemoguće za analitičare zaključiti da ostaci iz Liang Buaa predstavljaju odvojenu vrstu umjesto oboljele osobe zato što kladistička analiza pretpostavlja da nije u pitanju ovo zadnje.
Brown je 2012. usporedio morfologiju kostura i zuba H. floresiensisa s kliničkim i osteološkim pokazateljima kretenizma i osobinama koje se asociralo s ME kretenizmom kod LB1 i LB6. Zaključuje da LB1 i LB6 nisu ostaci modernog čovjeka (H. sapiens) s kretenizmom.

### Hipoteza o ranoj vrsti rodaHomodugog opstanka
Dokazi podržavaju tvrdnju da je Homo ﬂoresiensis rana vrsta roda Homo dugog opstanka, s morfološkim sličnostima koje dijeli s ranim afričkim pred-erectus/ergaster homininima. Ta hipoteza pruža racionalnije objašnjenje za H. ﬂoresiensisa od prethodno iznesenih hipoteza o genetskim mutacijama, bolestima i poremećajima rasta. Ni jedno od trenutnih objašnjenja ne obuhvaća sve osobine H. ﬂoresiensisa niti pruža odgovore na pitanje zašto bi patološko stanje kod modernih ljudi u tolikoj mjeri sličilo morfologiji ranijih hominina.

## Struktura kostiju
Koštana struktura ramena, ruke i zgloba ruke kod H. floresiensisa opisana je kao mnogo drukčija od one kod današnjih ljudi, te mnogo sličnija koštanoj strukturi čimpanzi ili ranih hominina. To pruža podršku ideji da je H. floresiensis odvojena vrsta ranog čovjeka, a ne današnji čovjek s fizičkim poremećajem.
Susan G. Larson et al. analizirali su nadlakticu primjerka LB1. Otkrili su da je kod LB1 kut uvijanja ramene kosti mnogo manji nego kod današnjih ljudi. Tu su osobinu prethodno istraživali Richards et al., koji su izjavili da je to znak populacija današnjih Pigmeja, i T. Jacob et al., koji su istakli da vezivanje mišića za kost ukazuje na to da je LB1 imao slabe mišiće, što je rezultiralo slabim razvijanjem kuta uvijanja ramene kosti. Larson et al. odbacili su Richardsov zaključak, tvrdeći da je kut uvijanja ramene kosti kod populacija Pigmeja obično sličan onom kod ljudi prosječne visine. Tvrdili su da su Richards et al. citirali objavu iz 1972. u kojoj je istražen uzorak šest žena centralnoafričkih Pigmeja, te da je taj uzorak bio premalen da bi predstavljao cijelu populaciju. Larson et al. također nisu uspjeli pronaći znakove mikrocefalije na kostima koje su pregledali.
Larson et al. su također istraživali relativno kratku ključnu kost i neobičnu formaciju ramenog pojasa. Usporedili su svoje otkriće sa skeletom dječaka iz Turkane (kojeg neki klasificiraju kao H. ergastera, a drugi kao H. erectusa) i predložili su da je rameni pojas H. floresiensisa bio prelazni stadij u evoluciji ramena kod ljudi.
Dok neki specijalisti, kao što je paleoantropolog Russell Ciochon, podržavaju taj zaključak, drugi, među kojima je i Eric Delson, ističu da je nedavni uzorak jedinki H. floresiensisa premalen i da se Larsonovo istraživanje zasniva na samo jednoj kosti ramena.
Tocheri et al. (2007.) (uključujući Morwooda, Larsona i Jungersa) usporedili su tri kosti pešća, za koje se smatra da su pripadale primjerku LB1, s kostima pešća današnjeg čovjeka, nekih ranijih hominida i afričkih čovjekolikih majmuna. Zaključili su da kosti pešća iz špilje Liang Bua podsjećaju na one kod čovjekolikih majmuna i da su znatno drukčije od kostiju H. sapiensa, Homo neanderthalensisa, pa čak i Homo antecessora, te da se mogu usporediti s onima kod Australopithecusa. Kosti pešća H. floresiensisa nisu posjedovale osobine koje su se razvile kod predaka današnjeg čovjeka prije barem 800 000 godina. Te osobine javljaju se već tijekom embriogeneze i prema tome Tocheri et al. tvrde da je nevjerojatno da je oblik kostiju zgloba ruke kod H. floresiensisa mogao biti rezultat razvojne bolesti. Ti dokazi također ukazuju na to da H. Florensiensis nije današnji čovjek s nedijagnosticiranom bolešću ili defektom rasta, već da predstavlja vrstu poteklu od homininskog pretka, koja se odvojila prije porijekla kladusa u koji spadaju današnji ljudi, neandertalci i njihov posljednji zajednički predak.
Taj zaključak izazvali su Roberta Martina, vodećeg zastupnika hipoteze o mikrocefaliji nakon Jacobove smrti, i Alanaa Thornea. Martin je naglasio da nikada nije provedeno istraživanje o povezanosti oblika i dimenzije zgloba ruke ljudi s mikrocefalijom. Thorne je smatrao da su razlike bile malene i da bi se slične varijacije mogle pojaviti kod današnjih ljudi. Istaknuo je također da su kosti pešća pronađene raštrkane u pećini i da nije sigurno da li su sve pripadale istoj jedinci. Morwood, vođa projekta, suprotstavio se tako što je istakao da su postojale i druge osobine, poput visine, tjelesnih proporcija, veličine mozga, ramena, karlice, čeljusti i zuba, koje su ukazivale na to da je H. floresiensis odvojena vrsta koja je evoluirala u izolaciji na tom otoku.

## Protivljenje multiregionalista
Pristalice H. floresiensisa, kao što su Chris Stringer i Dean Falk, pripisuju opoziciju djelomično činjenici da postojanje te vrste izaziva teorije multiregionalista, koji vjeruju da je Homo sapiens bio jedina živuća vrsta hominina i da se pojavio u isto vrijeme u različitim regijama (u vrijeme kada su jedinke s Floresa bile žive). Među rane multiregionalističke kritičare spadaju Alan Thorne i Maciej Henneberg.

## Izolacija DNK
Oko 2006. dva su tima pokušala izolirati DNK iz zuba otkrivenog 2003. godine, ali oboma to nije uspjelo. Neki su smatrali da se to desilo jer su ciljali dentin; nova istraživanja također predlažu da cement sadrži višu koncentraciju DNK. Štoviše, toplina stvorena velikom brzinom bušilice možda je denaturirala DNK.

## Nadimak "Hobit" i Tolkien Estate
U rujnu 2012. Tolkien Estate je jednom novozelandskom znanstveniku saopćio vijesti da neće smjeti koristiti riječ "hobit" (naslov Tolkienovog romana The Hobbit) tijekom javnog predavanja o Homo floresiensisu u svrhu promoviranja tog predavanja.
Američki studio The Asylum, koji relizira niskobudžetne "mockbuster" filmove, 2012. je planirao pustiti film naslova Age of the Hobbits, koji predstavlja "miroljubivu" zajednicu H. floresiensisa "koju porobljavaju Javanci, rasa mesoždera koji jašu zmajeve." Filmom su namjeravali iskoristiti uspjeh Peter Jacksonovog filma Hobit: Neočekivano putovanje (2012.). Onemogućena je objava filma zbog pravnog spora o korištenju riječi "hobit." The Asylum je tvrdio da taj film ne krši Tolkienova autorska prava zato što se radi o H. floresiensisu, "koji se podjednako naziva i hobitom u znanstvenoj zajednici." Film je kasnije preimenovan u Clash of the Empires.

## Unutarnje poveznice
- Denisovski čovjek - fosil nove vrste roda Homo pronađen u Rusiji 2008. godine
- Ljudi iz Crvenojelenje špilje - najmlađi otkriveni prapovijesni ljudi